# Polybia spinifex
Polybia spinifex är en getingart som beskrevs av Richards 1978. Polybia spinifex ingår i släktet Polybia och familjen getingar. Inga underarter finns listade i Catalogue of Life.